# Bekyně (rod)
Bekyně (Lymantria) je rod motýlů v čeledi Lymantriidae.

## Vybrané druhy
- Lymantria albescens Hori & Umeno, 1930
- Lymantria albimacula (Wallengren, 1863)
- Lymantria ampla (Walker, 1855)
- Lymantria apicebrunnea Gaede, 1932
- Lymantria atlantica (Rambur, 1837)
- Lymantria brotea (Stoll, 1780)
- Lymantria brunneiplaga Swinhoe, 1903
- Lymantria brunneoloma Pogue & Schaeffer, 2007
- Lymantria carneola (Moore, 1879)
- Lymantria curvifera (Walker, 1866)
- Lymantria detersa Walker, 1865
- Lymantria dispar (Linnaeus, 1758) – bekyně velkohlavá
- Lymantria fuliginea (Butler, 1880)
- Lymantria lapidicola (Herrich-Schäffer 1851)
- Lymantria lunata (Stoll, 1782)
- Lymantria mathura (Moore, 1865)
- Lymantria minomonis Matsumura, 1933
- Lymantria modesta (Walker, 1855)
- Lymantria monacha (Linnaeus, 1758) – bekyně mniška
- Lymantria oberthueri Lucas, 1906
- Lymantria obfuscata Walker, 1865
- Lymantria postalba Inoue, 1956
- Lymantria pulerea Pogue & Schaeffer, 2007
- Lymantria semicincta (Walker, 1855)
- Lymantria umbrosa (Butler, 1881)
- Lymantria xylina Swinhoe, 1903